# Кадлубисько
Кадлубисько (пол. Kadłubiska) — село в Польщі, у гміні Долобичів Грубешівського повіту Люблінського воєводства. Населення — 121 особа (2011).

## Історія
За даними етнографічної експедиції 1869—1870 років під керівництвом Павла Чубинського, у селі переважно проживали греко-католики, усе населення розмовляло українською мовою.
У серпні 1944 року місцеві мешканці безуспішно зверталися до голови уряду УРСР Микити Хрущова з проханням включити село до складу УРСР, звернення підписало 59 осіб.
У 1975—1998 роках село належало до Замойського воєводства.

## Демографія
Демографічна структура станом на 31 березня 2011 року:
|          | Загалом | Допрацездатний вік | Працездатний вік | Постпрацездатний вік |
| -------- | ------- | ------------------ | ---------------- | -------------------- |
| Чоловіки | 60      | 13                 | 38               | 9                    |
| Жінки    | 61      | 10                 | 31               | 20                   |
| Разом    | 121     | 23                 | 69               | 29                   |